# Chet Forte
Fulvio Chester Forte jr., detto Chet (Hackensack, 7 agosto 1935 – San Diego, 18 maggio 1996), è stato un cestista, regista e produttore televisivo statunitense.

## Carriera

### Cestista
Forte frequentò la Hackensack High School, trasferendosi poi ai Lions della Columbia University. Soprannominato "Chet the Jet", nella stagione 1956-1957 vinse lo United Press International Player of the Year e venne nominato nella prima squadra All America.
Dopo il college venne selezionato al settimo giro del Draft NBA 1957 dai Cincinnati Royals con la 49ª scelta assoluta, ma venne scartato. Disputò alcune partite con gli Harlem Globetrotters.

### Televisione
Abbandonata l'attività cestistica, nel 1958 iniziò a lavorare per la CBS e cinque anni dopo passò alla ABC, dove sarebbe rimasto per i successivi 25 anni in qualità di regista e produttore di eventi sportivi.
Forte è noto per essere stato l'ideatore del Monday Night Football. Ha prodotto varie edizioni dei Giochi olimpici. In carriera ha vinto nove Emmy Award.

## Palmarès
- NCAA AP All-America First Team (1957)